# Alfonso de Santa Cruz
Alfonso de Santa Cruz (1632 - 25 de setembro de 1698) foi um prelado católico romano que serviu como bispo auxiliar de Toledo de 1683 a 1698.

## Biografia
Alfonso de Santa Cruz nasceu em 1632. No dia 15 de fevereiro de 1683, foi nomeado pelo Papa Inocêncio XI como Bispo Auxiliar de Toledo e Bispo Titular de Methone. Serviu como Bispo Auxiliar de Toledo até à sua morte a 25 de setembro de 1698. Durante o seu termo como bispo, foi o principal consagrador de Anselmo Gómez de la Torre, bispo de Tui (1690), e de Francisco Calderón de la Barca Nieto, bispo de Salamanca (1693).